# Encephalartos barteri
Encephalartos barteri är en kärlväxtart som beskrevs av William Carruthers och Friedrich Anton Wilhelm Miquel. Encephalartos barteri ingår i släktet Encephalartos och familjen Zamiaceae. IUCN kategoriserar arten globalt som sårbar. Inga underarter finns listade i Catalogue of Life.

## Bildgalleri

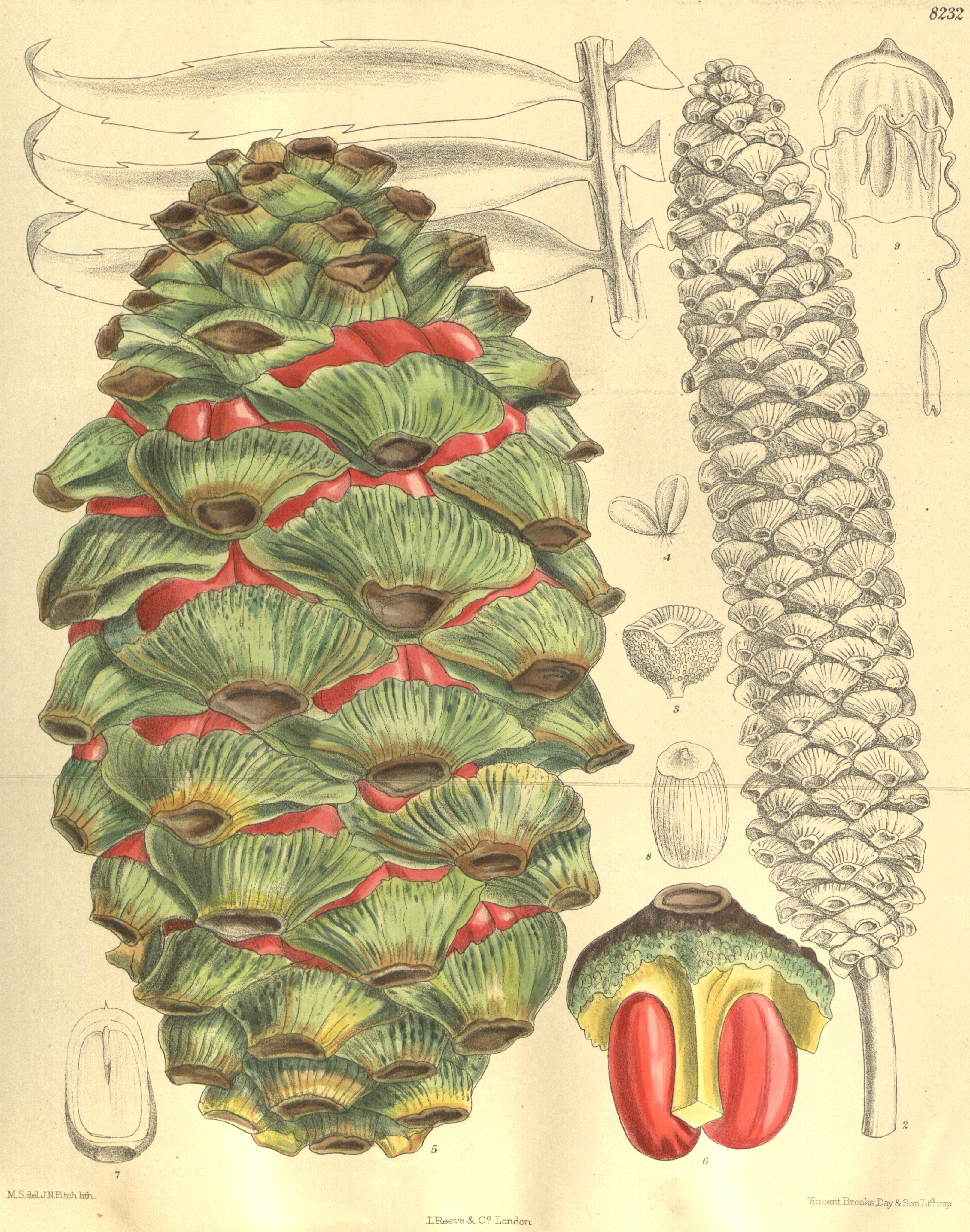